# Fritz Nallinger
Friedrich "Fritz" Nallinger, född den 6 augusti 1898 i Esslingen am Neckar, död den 4 juni 1984 i Stuttgart, var en tysk ingenjör.
Efter ingenjörsstudier i Karlsruhe började Nallinger arbeta hos Benz & Cie. 1922. Två år senare blev han testingenjör vid det nybildade Daimler-Benz AG och 1928 övertog han ledningen över hela testavdelningen i Untertürkheim. Från 1930 arbetade han främst med utveckling av flygmotorer och 1935 utsågs han till teknisk direktör för flygmotorbyggen. Från 1941 övertog han i praktiken rollen som chefskonstruktör för hela Daimler-Benz AG från Max Sailer.
Efter andra världskriget hamnade Nallinger i fransk fångenskap där han sattes att leda arbetet med en fransk jetmotor. 1948 kunde han återvända till Untertürkheim där Daimler-Benz officiellt utnämnde honom till chefsingenjör för konstruktions- och utvecklingsavdelningen.
Nallinger samlade många av sina tidigare anställda som i början av 1950-talet utvecklade en rad moderna personbilar, såsom Typ 180, Typ 220 och Typ 300. Kronan på verket blev prestigebilen Großer Mercedes 600.
Från 1950 återupptogs tillverkningen av stora motorer för lok, fartyg och kraftverk och 1955 bildades en avdelning för tillverkning av gasturbiner. Under Nallingers ledning utvecklades Daimler-Benz till världens största tillverkare av kommersiella fordon.
Nallinger behöll posten som chefskonstruktör för Daimler-Benz AG fram till sin pensionering 1965.